# Cyrnotheba corsica
Cyrnotheba corsica is een slakkensoort uit de familie van de Hygromiidae. De wetenschappelijke naam van de soort is voor het eerst geldig gepubliceerd in 1843 door Shuttleworth.